# Tyus Jones
Tyus Robert Jones (Burnsville, Minnesota; 10 de mayo de 1996) es un baloncestista estadounidense que pertenece a la plantilla de los Phoenix Suns de la NBA. Con 1,85 metros de estatura, juega en la posición de base. Es hermano mayor del también jugador de baloncesto Tre Jones.

## Trayectoria deportiva

### Universidad
Jones jugó una temporada baloncesto universitario con los Blue Devils de la Universidad de Duke. El 15 de abril de 2015, Jones declaró su elegibilidad para el draft de la NBA, renunciando a sus tres años restantes en la universidad.

#### Estadísticas
| Año     | Equipo | PJ | PT | MPP  | %TC  | %3P  | %TL  | RPP | APP | ROB | TPP | PPP  |
| ------- | ------ | -- | -- | ---- | ---- | ---- | ---- | --- | --- | --- | --- | ---- |
| 2014–15 | Duke   | 39 | 39 | 33.9 | .417 | .379 | .889 | 3.5 | 5.6 | 1.5 | .1  | 11.8 |

### Profesional

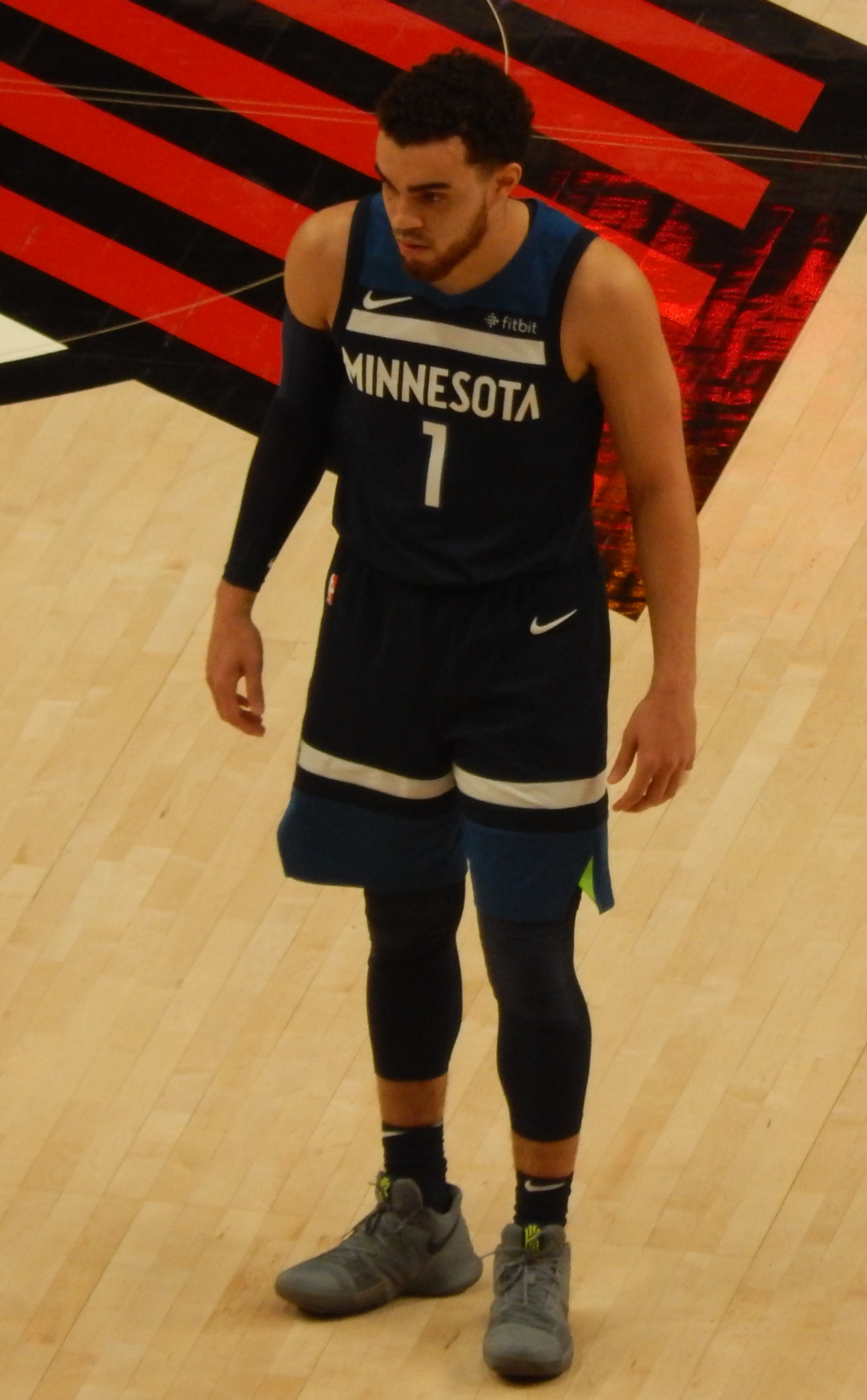
Tyus Jones con Minnesota en 2018.

El 25 de junio de 2015, fue seleccionado en la posición número 24 del Draft de la NBA de 2015 por los Cleveland Cavaliers, pero sus derechos fueron traspasados a los Minnesota Timberwolves a cambio de una selección de segunda ronda del draft de 2019 y los derechos de las selecciones números 31 y 36 del draft de 2015, Cedi Osman y Rakeem Christmas, respectivamente. El 7 de julio de 2015, firmó su primer contrato como profesional con los Timberwolves.
Tras cuatro temporadas en Minnesota, el 11 de julio de 2019 fichó por los Memphis Grizzlies tras no igualar los Wolves la oferta realizada por el equipo de Tennessee.
El 30 de junio de 2022 acuerda una extensión de contrato con los Grizzlies por 2 años y $30 millones.
Tras cuatro temporadas en Memphis, el 21 de junio de 2023, es traspasado a Washington Wizards en un intercambio entre tres equipos.
El 29 de julio de 2024 firma con Phoenix Suns.

### Selección nacional
Tyus ganó medallas de oro en el Campeonato FIBA Américas Sub-16 de 2011, en el Campeonato Mundial de Baloncesto Sub-17 de 2012, luego representó a Estados Unidos en el FIBA Américas Sub-18 de Colorado 2014, donde también ganó la medalla de oro.

## Estadísticas de su carrera en la NBA

### Temporada regular
| Año     | Equipo     | PJ  | PT  | MPP  | %TC  | %3P  | %TL  | RPP | APP | ROB | TPP | PPP  |
| ------- | ---------- | --- | --- | ---- | ---- | ---- | ---- | --- | --- | --- | --- | ---- |
| 2015-16 | Minnesota  | 37  | 0   | 15.5 | .359 | .302 | .718 | 1.3 | 2.9 | .8  | .1  | 4.2  |
| 2016-17 | Minnesota  | 60  | 0   | 12.9 | .414 | .356 | .767 | 1.1 | 2.6 | .8  | .1  | 3.5  |
| 2017-18 | Minnesota  | 82  | 11  | 17.9 | .457 | .349 | .877 | 1.6 | 2.8 | 1.2 | .1  | 5.1  |
| 2018-19 | Minnesota  | 68  | 23  | 22.9 | .415 | .317 | .841 | 2.0 | 4.8 | 1.2 | .1  | 6.9  |
| 2019-20 | Memphis    | 65  | 6   | 19.0 | .459 | .379 | .741 | 1.6 | 4.4 | .9  | .1  | 7.4  |
| 2020-21 | Memphis    | 70  | 9   | 17.5 | .431 | .321 | .911 | 2.0 | 3.7 | .9  | .1  | 6.3  |
| 2021-22 | Memphis    | 73  | 23  | 21.2 | .451 | .390 | .818 | 2.4 | 4.4 | .9  | .0  | 8.7  |
| 2022-23 | Memphis    | 80  | 22  | 24.3 | .438 | .371 | .800 | 2.5 | 5.2 | 1.0 | .1  | 10.3 |
| 2023-24 | Washington | 66  | 66  | 29.3 | .489 | .414 | .800 | 2.7 | 7.3 | 1.1 | .3  | 12.0 |
| 2024-25 | Phoenix    | 81  | 58  | 26.8 | .448 | .414 | .895 | 2.4 | 5.3 | .9  | .1  | 10.2 |
| Total   | Total      | 682 | 218 | 21.1 | .445 | .378 | .822 | 2.0 | 4.4 | 1.0 | .1  | 7.7  |

### Playoffs
| Año   | Equipo    | PJ | PT | MPP  | %TC  | %3P  | %TL   | RPP | APP | ROB | TPP | PPP |
| ----- | --------- | -- | -- | ---- | ---- | ---- | ----- | --- | --- | --- | --- | --- |
| 2018  | Minnesota | 4  | 0  | 13.8 | .286 | .000 | —     | 2.3 | 2.0 | .3  | .0  | 1.0 |
| 2021  | Memphis   | 5  | 0  | 9.4  | .353 | .250 | 1.000 | 1.4 | 1.2 | .2  | .0  | 3.0 |
| 2022  | Memphis   | 12 | 3  | 21.8 | .394 | .400 | .933  | 3.3 | 4.5 | 1.2 | .2  | 9.2 |
| 2023  | Memphis   | 6  | 1  | 20.0 | .306 | .158 | .667  | 3.0 | 3.7 | 1.3 | .0  | 4.5 |
| Total | Total     | 27 | 4  | 17.9 | .365 | .314 | .900  | 2.7 | 3.3 | .9  | .1  | 5.8 |